# Alburnus mandrensis
Espèce
Synonymes
- Chalcalburnus chalcoides mandrensis Drensky, 1943[2] [3]

Statut de conservation UICN

 CR B1ab(ii,iii) : 
En danger critique
Alburnus mandrensis est un poisson d'eau douce de la famille des Cyprinidae.

## Répartition
Alburnus mandrensis est endémique du bassin du lac Mandra en Bulgarie.

## Description
La taille maximale connue pour Alburnus mandrensis est de 192 mm. C'est une espèce lacustre qui, en mai/juin, remonte les cours d'eau pour s'y reproduire.

## Étymologie
Son nom d'espèce, composé de mandr[a] et du suffixe latin -ensis, « qui vit dans, qui habite », lui a été donné en référence au lieu de sa découverte.

## Publication originale
- Drensky, 1943 : Chalcalburnus chalcoides Güld.. Annuaire de l'Université de Sofia, Faculté des Sciences Physiques et Mathématiques, Sofija, vol. 39, n. 3, p. 343-360[6].